# Juraj Kapić
Juraj Kapić (Jesenice, 24. prosinca 1861. – Jesenice, 15. srpnja 1925.) bio je hrvatski pučki pisac, prosvjetitelj, preporoditelj, i političar.

## Životopis
Osnovnu je školu završio u rodnome mjestu, a niže razrede gimnazije u Splitu. Učiteljsku školu polazio je od 1880. do 1882. u Arbanasima pokraj Zadra. Kasnije je radio kao učitelj u Splitu i Bristu. Bio je urednikom »Pučkoga lista«, putopisac. Osobito se odlikovao čistim i pučkim načinom pisanja.

## Književnost
Sličan mu je po čistoći jezika i nedostatku fantazije i don Ilija Ujević (1858. – 1921.), folkloristički pripovjedač čija su se djela (Dokonice : slike i priče iz Dalmatinskog zagorja, 1906.) nekad prilično cijenila.
Osim putopisa, pisao novele i pjesme. Djela su mu odisala domoljubnih duhom.

## Politika
Političar iz redova narodnika. Bio je općinski vijećnk i predsjednik splitske općine.

## Djela
(popis nepotpun)
- Mile Gojsolića : poljička junakinja godine 1649., 1888.
- Pučke pisme, 1895.
- Pjesma o Antunu Starčeviću / skitio Pučki guslar, 1896.
- Pjesma o udaji Jelene kćeri crnogorskoga kneza Nikole za Viktora Emanuela sina talijanskoga kralja : mjeseca listopada god. MDCCCXCVI, Split : Tisk. A. Zannonija (S. Bulat), 1897.
- S putovanja. Od Senjske Rijeke do Beča, Budimpešte i Zagreba. Od Splita do Trsta te preko sve Italije. Po Hercegovini i Bosni., Split, 1900.
- Po Hercegovini i Bosni, (Putni utisci), Nar. kol., XXXVIII/1900., str. 78. – 102.
- Spomenica Vinarske udružbe za Dalmaciju : (uručena namjestniku barunu Handelu dne 24 svibnja ove godine u Splitu), 1902.
- Petar Svačić : posljednji kralj hrvatske krvi, 1902.
- Pjesma o ratu na Balkanu, 1912.
- Rukovet ratnih i narodnih pjesama, 1918.
- Petar Zrinović i Krsto Frankopan, 1919.
- Narodna zadruga za sitnu štednju „Providnost” : Omiš – Dalmacija – Jugoslavija : osnovana 1909., 2. dopunj. izd., 1920.
- Smrt Petra Velikoga Karađorđevića, 1921.

## Vanjske poveznice
Ostali projekti
|  | Wikicitati imaju zbirke citata o temi Juraj Kapić |